# Карлсбадские пещеры (национальный парк)
Национальный парк Карлсбадские пещеры (англ. Carlsbad Caverns National Park) расположен в горах Гваделупы, в округе Эдди, на юго-востоке штата Нью-Мексико, США. 25 октября 1923 года получил статус «национального монумента», 14 мая 1930 года — статус «национального парка». Площадь — 189,3 км². Высота над уровнем моря варьируется от 1095 м до 1990 м. На территории парка находится 94 пещеры; наиболее исследованная — Carlsbad Cavern.

## История
Пиктографическое письмо у входа в Carlsbad Cavern свидетельствует о посещении этой территории коренными американцами тысячи лет назад.
В 1880-х годах местные переселенцы, обнаружив эту местность, стали добывать гуано летучих мышей для дальнейшего его использования в качестве удобрения. Один из добывающих, Джеймс Ларкин Уайт, исследовал пещеру, после чего стал проводить экскурсии, на которых опускал желающих на 52 метра вглубь пещеры в вёдрах с гуано. Помогал ранним научным экспедициям; в 1924 году участвовал в масштабной шестимесячной рекогносцировке, проводившейся Геологической службой США.
25 октября 1923 года 30-м президентом США Калвином Кулиджом было провозглашено присвоение статуса «национального монумента» Карлсбадским пещерам. По инициативе Конгресса США 14 мая 1930 года пещеры получили статус «национального парка», что впредь означало их нахождение в ведении министра внутренних дел и Службы национальных парков США.
В 1995 году парк объявлен объектом всемирного наследия ЮНЕСКО.

### Инцидент с брошенной упаковкой Cheetos

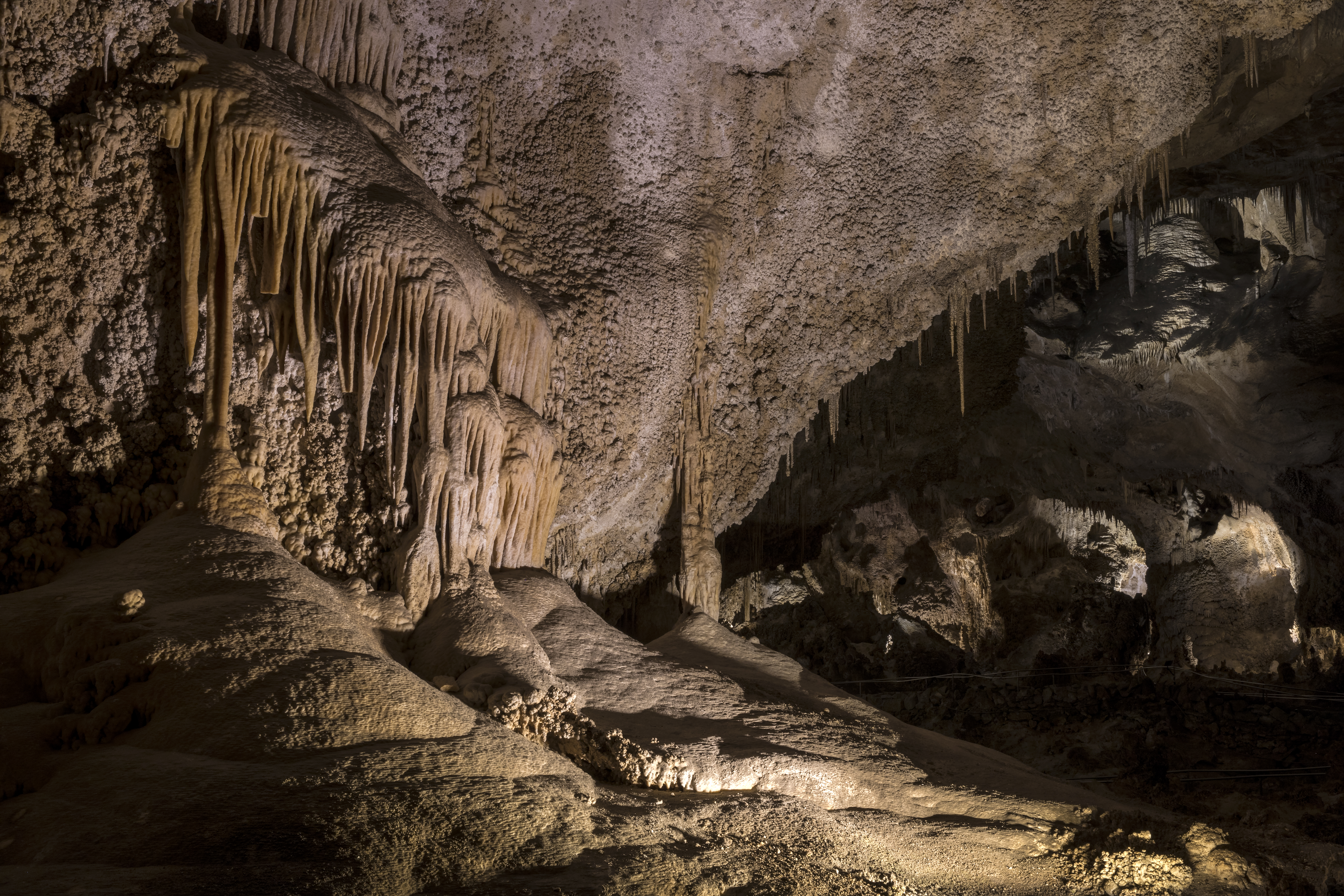
«Большая комната», 2017 год

В 2024 году в «Большой комнате», или «Большой пещере» (Big Room), самой большой одиночной пещере Северной Америки, была обнаружена брошенная туристом упаковка Cheetos, которая едва не разрушила уникальную экосистему Карлсбадских пещер, подвергнув риску вымирания популяции летучих мышей и насекомых. По словам работников парка, размякшая от влажности обработанная кукуруза послужила идеальной средой для размножения микробов и грибков, вокруг которых образовали временную пищевую цепь пещерные сверчки, клещи, пауки и мухи, которые уже распространили питательные вещества по всей пещере. По этой причине начала распространяться плесень, которая уже дала начало циклу дальнейшего заражения. Рейнджеры потратили 20 минут на то, чтобы очистить пещеру от плесени и мусора. Работники парка в Facebook предупредили посетителей, что мусорить в пещерах нельзя, и велели «не оставлять следов».

## География
Национальный парк находится в округе Эдди, на юго-востоке штата Нью-Мексико. Занимает площадь 189,3 км² (73,1 миль²). Высота над уровнем моря варьируется — от 1095 м, пустынно-кустарниковая среда, до 1990 м, хвойные леса на вершинах. Включает в себя небольшой анклав Rattlesnake Springs на юго-востоке. Бо́льшая часть, 88 % площади, располагается на северной части пустыни Чиуауа, в горах Гваделупы — ископаемом рифе, образованном вдоль внутреннего моря больше 250 миллионов лет назад; остальная часть — у подножия этого горного хребта, на относительно равнинной местности, бывшем морском дне.

### Климат
Количество осадков ограничено. Зима мягкая, лето жаркое. Самые тёплые месяцы — июнь, июль и август; самые холодные — декабрь и январь. Согласно климатическим данным, собранным за период с 1973 по 2000 год, в среднем в год выпадает 417 мм осадков; 65,1 % в период с июня по сентябрь. В сезон дождей часты грозы, из-за которых возникают пожары, чаще всего в конце июня и начале июля. Во время сильных дождей случаются наводнения. Зимой иногда выпадает снег, однако быстро тает. Периодически происходят засухи.
| Показатель                              | Янв. | Фев. | Март | Апр. | Май  | Июнь | Июль | Авг. | Сен. | Окт. | Нояб. | Дек. | Год   |
| --------------------------------------- | ---- | ---- | ---- | ---- | ---- | ---- | ---- | ---- | ---- | ---- | ----- | ---- | ----- |
| Абсолютный максимум, °C                 | 27   | 30   | 32   | 36   | 41   | 43   | 41   | 41   | 38   | 36   | 31    | 28   | 43    |
| Средний суточный максимум, °C           | 22,7 | 24,8 | 28,5 | 31,6 | 35,9 | 39,1 | 38,2 | 36,8 | 34,3 | 31,6 | 26,6  | 22,7 | 40,1  |
| Средний суточный минимум, °C            | −7,9 | −6,3 | −3,2 | 0,9  | 6,6  | 13,8 | 15,7 | 15,4 | 9,8  | 1,6  | −3,6  | −6,9 | −10,2 |
| Абсолютный минимум, °C                  | −20  | −20  | −12  | −6   | −1   | 5    | 6    | 8    | 1    | −9   | −13   | −17  | −20   |
| Норма осадков, мм                       | 8,1  | 11   | 14   | 13   | 32   | 29   | 57   | 51   | 74   | 29   | 17    | 14   | 350   |
| Источник: NOAA National Weather Service |      |      |      |      |      |      |      |      |      |      |       |      |       |

### Пещеры
На территории парка находится 94 пещеры. Три самые посещаемые из них — Carlsbad Cavern, Slaughter Canyon Cave и Spider Cave. Carlsbad Cavern из них наиболее исследованная; имеет только два естественных входа — больший из них шириной 21 м и высотой 12 м, находится в 300 м от информационного центра для туристов; меньший — 6,4 м на 3,4 м, в 400 м на восток от большего входа. Посетители могут попасть в пещеру через большой вход или лифт, расположенный в информационном центре. Для доступа в другие пещеры требуется иметь при себе специальный пропуск, выдаваемый Бюро по обслуживанию пещер (Cave Resources Office).

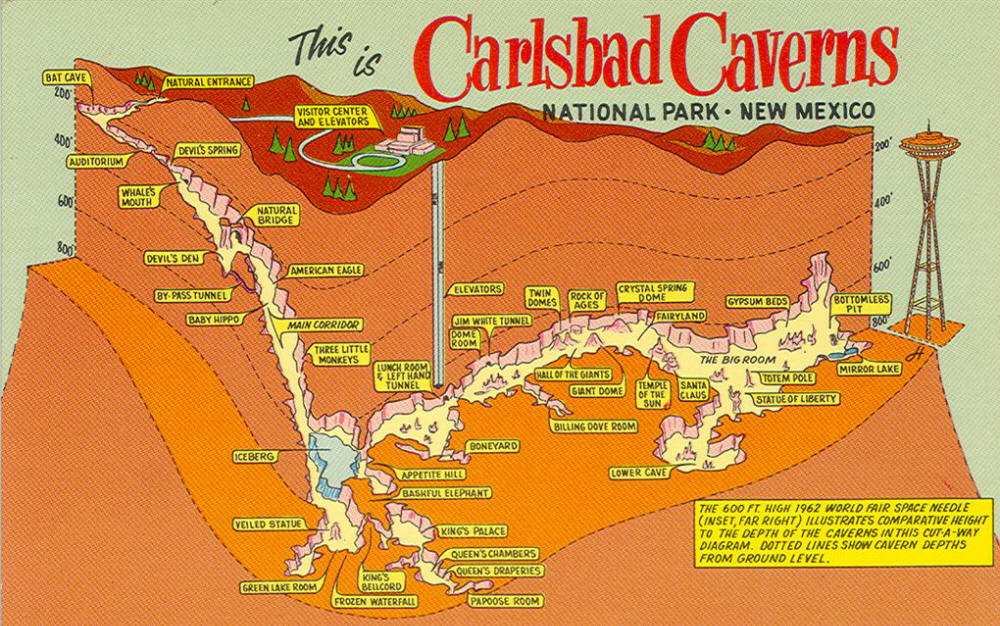
Открытка национального парка с общей схемой пещер

## Флора и фауна
Наличие на территории национального парка скалистой местности и мелкозернистых и гравийных почв создаёт благоприятную обстановку для возникновения широкого спектра растений; многие схожи с растениями пустыни Чиуауа. Среди растений распространён Можжевельник Пинчота, также Агава лечугилья, Опунция, Cylindropuntia imbricata, Yucca schidigera, Senegalia greggii, Mimosa aculeaticarpa, Berberis trifoliolata, Parthenium incanum, Xerophyllum tenax, Condalia ericoides, Фукьерия блестящая, Quercus grisea, Fendlera rupicola, Arbutus xalapensis, Viguiera stenoloba. Среди травянистых растений распространены роды Bouteloua, Мюленбергия и Триостренница.

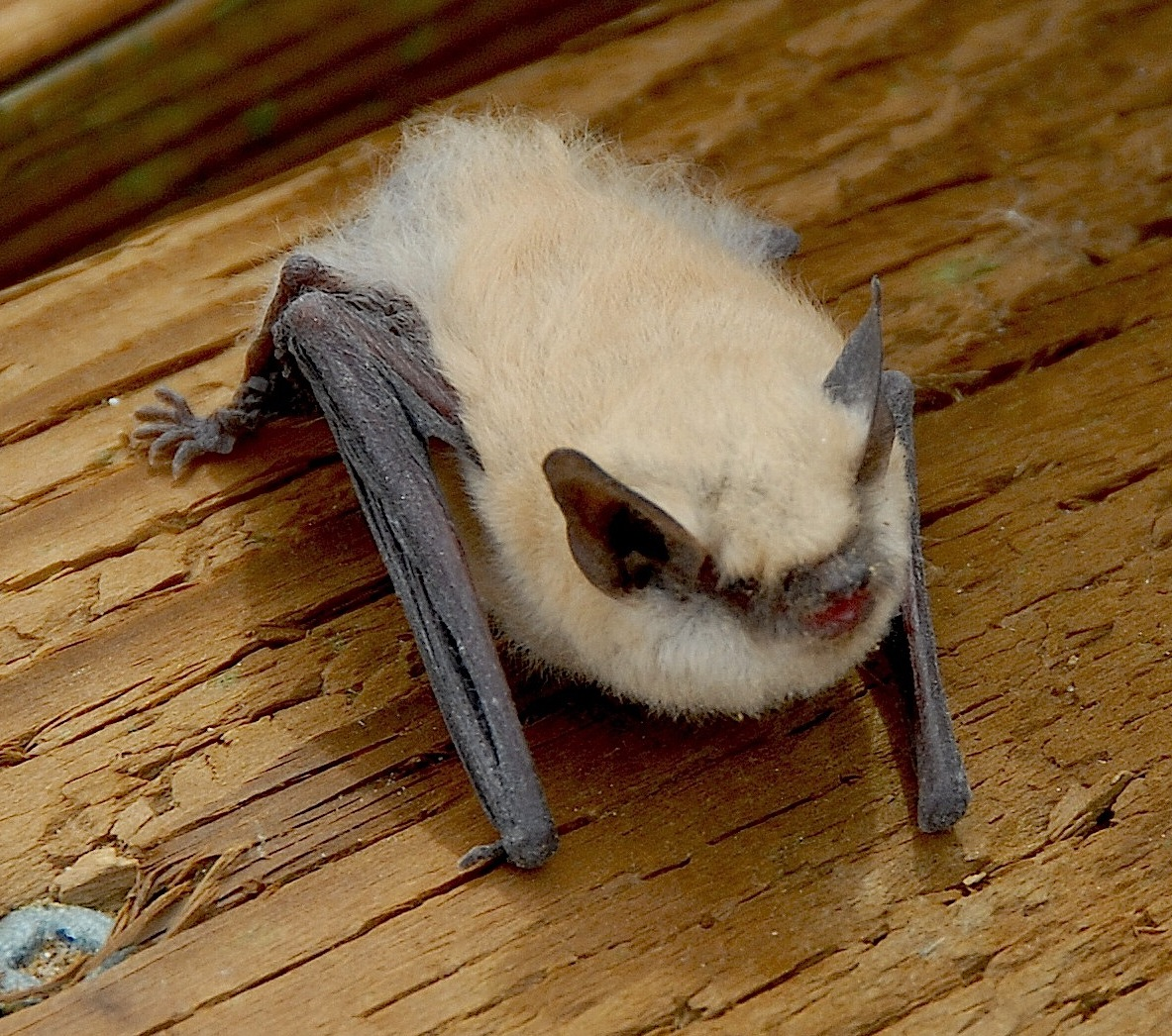
Западный нетопырь

Вместе с тем богата и местная фауна млекопитающих. Единственный вид землеройки Notiosorex crawfordi. Распространено 17 видов летучих мышей: пещерная ночница, бахромчатая ночница, Myotis californicus, западный нетопырь, Eptesicus fuscus, серый волосатохвост, красный волосатохвост, ушан Таунсенда, бледный гладконос, бразильский складчатогуб, Pipistrellus subflavus subflavus, Myotis yumanensis, Myotis volans interior, Myotis ciliolabrum melanorhinus, Lasionycteris noctivagans, Nyctinomops femorosaccus и Nyctinomops macrotis. Только два вида зайцеобразных — степной кролик и чернохвостый заяц. 27 видов грызунов: скалистый суслик, Spermophilus mexicanus, Neotamias canipes, Thomomys bottae, Spermophilus spilosoma, Ammospermophilus interpres, Perognathus flavus, Cratogeomys castanops, Chaetodipus nelsoni, Chaetodipus hispidus, Dipodomys spectabilis, Peromyscus nasutus, Reithrodontomys megalotis, кенгуровый прыгун Мерриама, Neotoma mexicana, Peromyscus pectoralis, Peromyscus boylii, Onychomys arenicola, Sigmodon hispidus, Neotoma leucodon, североамериканский дикобраз, Reithrodontomys montanus, Peromyscus eremicus, Peromyscus leucopus, олений хомячок, Neotoma micropus, домовая мышь. 13 видов хищных животных: енот-полоскун, североамериканский какомицли, серая лисица, полосатый скунс, восточномексиканский скунс, длиннохвостая ласка, койот, американская лисица, барибал, американский барсук, малый скунс, пума и рыжая рысь. 5 видов копытных: ошейниковый пекари, чернохвостый олень, вапити, гривистый баран и вилорог.

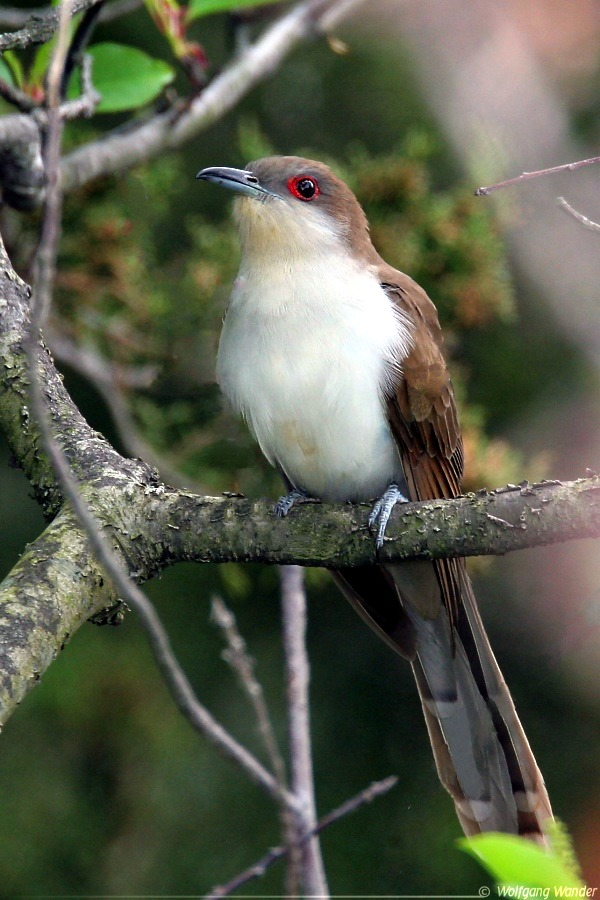
Черноклювая американская кукушка

Обитает 357 видов птиц: семейств утиные (американский лебедь, канадская казарка, гусь Росса, белый гусь, чернобрюхая свистящая утка, и другие), колибри (синебородый украшенный колибри, колибри-герцог, Lampornis clemenciae, и другие), голубиные (воробьиная земляная горлица, инкская горлица, кольчатая горлица, полосатохвостый голубь, сизый голубь, и другие), кукушковые (черноклювая американская кукушка, желтоклювая американская кукушка, калифорнийская земляная кукушка, бороздчатоклювый ани, и другие), бекасовые (малый песочник, песочник-крошка, бэрдов песочник, американский кроншнеп, бартрамия, и другие), цаплевые (трёхцветная цапля, большая белая цапля, большая голубая цапля, американская выпь, и другие), ястребиные (белоголовый орлан, американский лунь, Buteo plagiatus, беркут, белохвостый дымчатый коршун, и другие), и других семейств.